# Севастократор
Севастократор (на гръцки: σεβαστοκράτωρ) е византийска титла, използвана също така в България по време на Второто българско царство и в Сърбия – при единствените двама сръбски царе Стефан Душан и Стефан Урош.
Титлата е въведена от византийския император Алексий I Комнин за неговия по-голям брат Исак. Съставена е от думите „севаст“ (гръцкия аналог на латинската титла „август“) и „автократор“ („самодържец“). Тя е втората по значение титла, след тази на василевса-автократор (тоест – царя-самодържец), доста по-късно е изместена на трето място от титлата „деспот“.
Севастократорът носел корона с една дъга, а на облеклото му имало изобразени двуглави орли, за да се подчертае, че неговата титла е близка до владетелската. Червените обувки са запазени за императора. Сини обувки носи севастократорът, а зелени – протовестиарият. Титлата „севастократор“ не се наследявала, а се давала от императора на негови близки роднини или на практически независими едри феодали.
По време на Второто българско царство за севастократор е бил титулуван един от племенниците на цар Калоян, а именно Стрез. Това станало при преминаването му към страната на цар Борил.

## Известни севастократори по време наВторото българско царство
- Стрез
- Александър
- Петър
- Калоян и Десислава
- Радослав
- Момчил войвода
- Деян